# Carlo Zotti
Carlo Zotti (* 3. September 1982 in Benevento) ist ein ehemaliger italienischer Fußballtorwart. Er spielte zwischen Februar 2009 und Juni 2011 beim Schweizer Klub AC Bellinzona.

## Karriere

### Vereinskarriere
Carlo Zotti begann seine Profikarriere in der Saison 2002/03 bei der AS Rom, für die er bereits in seiner Jugend spielte. Sein erstes Serie-A-Spiel bestritt er beim 3:1-Sieg gegen den FC Turin. Zotti blieb zwei weitere Jahre in Rom, wo er insgesamt 14 Ligaspiele bestritt und 18 Gegentreffer kassierte.
Danach wurde er für ein Jahr zu Ascoli Calcio ausgeliehen, wo er aber ohne Einsatz blieb. In der Saison 2006/07 kehrte Zotti nach Rom zurück, wurde jedoch in der Winterpause wiederum ausgeliehen, diesmal an Sampdoria Genua. Dort blieb er hinter Gianluca Berti die Nummer zwei, spielte nur ein einziges Mal und erhielt dabei zwei Gegentore.
In der Saison 2008/2009 wurde er zur AS Cittadella in die Serie B verkauft, nach zwölf Partien wechselte er im Januar 2009 zum AC Bellinzona, der in der Schweizer Axpo Super League spielte. Im Jahr 2004 wurde er in zwei Spielen für die Italienische U-21-Nationalmannschaft eingesetzt. In insgesamt acht Junioren-Länderspielen kassierte er nur vier Tore. Anschließend war er zwei Saisons im Kader des FC Wil und kam als zweiter Torhüter zu einigen Einsätzen in Liga und vor allem im Cup. 2015 stand er für einige Monate noch beim FC Locarno unter Vertrag, wurde aber nicht eingesetzt.

### Nationalmannschaft
Zotti bestritt sein erstes und einziges Länderspiel in der U-17-Nationalmannschaft am 17. November 1999 beim 2:1-Sieg gegen die Schweiz. Für die U-18-Nationalelf spielte er fünfmal, darunter auch zweimal in der Qualifikation für die U-18-Europameisterschaft 2001. 
Insgesamt stand Zotti 20-mal im Kader einer Junioren-Nationalmannschaft, wurde aber nie in die A-Nationalmannschaft berufen.

## Erfolge
- U-21-Europameister: 2004